# Stor haverrot
Stor haverrot (Tragopogon dubius) är en växtart i familjen korgblommiga växter. 